# Slobozia Nouă, Bacău
Slobozia Nouă este un sat în comuna Stănișești din județul Bacău, Moldova, România.
Urmele de locuire pe actualul teritoriu al satului Panu sunt foarte vechi. Astfel, într-un document din 22 mai 1426, inclus în lucrarea „Documente privind Istoria României” (vol. I, nr. 63, pag. 54), la capitolul „Istoria scrisă a satului Panu”, este menționată o danie a domnitorului Alexandru Voievod, din care redăm:
„…această adevărată și credincioasă slujbă a noastră, Pan Ștefan Cluciunic, ne-a slujit cu dreaptă și credincioasă slujbă către noi, l-am miluit cu deosebita noastră milă și i-am dat în țara noastră două sate și o pustie: un sat pe Berheci, mai sus de Lecușeni, anume Drăgostinești, celălalt sat la obârșia Dobrotforului, cu numele Drăgoiești.”
Din conținutul documentului rezultă cu certitudine existența unui sat Drăgoiești la obârșia pârâului Dobrotfor, în zona unde astăzi se află satul Slobozia Nouă (Panu).
Se știe că, în ultimele două secole, întregul teren a aparținut boierului Ludovic Panu. Fiul acestuia, Nicu Panu, s-a căsătorit cu Smaranda, descendentă a familiei de boieri fanarioți Papadopol-Calimachi, urmaș al lor fiind boiernașul Ludovic Panu.
Satul Panu (astăzi Slobozia Nouă) își are începuturile în așezarea unor familii de rromi aduși de peste Prut, de către boierul Nicu Panu. Aceștia s-au stabilit la marginea codrilor, locuind inițial în bordeie și trăind modest. Ulterior, au fost aduse și alte familii, atât din Tecuci, Ardeal, cât și din Banat – români și rromi deopotrivă – care se retrăgeau în această zonă de teama războiului. Astfel, satul a cunoscut o diversificare a populației. Cu timpul, comunitatea s-a contopit, iar astăzi localitatea este locuită preponderent de români. Din recunoștință față de cel care i-a ocrotit, locuitorii de odinioară au dat așezării numele „Panu”.
Boierul a contractat un împrumut de la „Creditul Rural”, garantând cu moșia, iar în urma neachitării datoriilor, aceasta a fost vândută de bancă locuitorilor din zonă, inclusiv celor din satul Slobozia și Panu. Este important de menționat că atât familia Papadopol, cât și familia Panu au apelat frecvent la credite bancare în momente dificile.
Satul este așezat între două dealuri, cu case pe ambele părți ale șoselei și ale pârâului Dobrotfor. Numele acestui pârâu provine din limba slavă, de la cuvântul „dobro” (bun), reflectând prezența temporară sau stabilirea unor populații slave în zonă.
Denumirea de „Slobozia Nouă” este relativ recentă, fiind introdusă în anii 1975. Până atunci, satul era cunoscut sub numele de Panu. Locuitorii au fost dintotdeauna săraci, având împreună aproximativ 200 ha de teren agricol. Inițial, munceau ca zilieri la boier, apoi la diverși cetățeni din satele vecine, iar toamna plecau la culesul viilor în zona Panciu–Odobești și Medgidia-Constanța. 
Astăzi, majoritatea locuitorilor își câștigă pâinea muncind în străinătate. Deși unii s-au stabilit definitiv peste hotare, cei mai mulți se reîntorc periodic și investesc în sat, modernizând locuințele și gospodăriile. O bună parte dintre săteni lucrează și în fabricile din zona Bacăului, beneficiind de transport asigurat de firmele angajatoare. Această realitate reflectă hărnicia și dorința de muncă a oamenilor locului. Deși mulți se mai ocupă și cu agricultura, în ultimii ani majoritatea aleg să plece în străinătate, motivați de câștigurile mai mari.
Satul are aproximativ 160 de familii și o populație de 802 locuitori, toți de religie ortodoxă. 
Legătura dintre satul Slobozia Nouă (Panu), Stănișești și municipiul Bacău se face cu autobuzul sau cu autoturisme personale, distanța față de Bacău fiind de 78 km.
AȘEZARE GEOGRAFICĂ
Localitatea este situată în partea nordică a comunei Stănișești, la poalele dealului Doroșanu. La nord, peste deal, se află satul Pădureni (comuna Izvorul Berheciului); la est, satele Zapodia (com. Colonești) și Dănăila (com. Răchitoasa); la vest, satele Antohești și Făgheni (com. Izvorul Berheciului); la sud – satul Slobozia (de Sus), comuna Stănișești.
ÎNVĂȚĂMÂNT
În satul Slobozia Nouă–Panu, cursurile școlare au început în anul 1908, într-un local închiriat, fără condiții corespunzătoare. În anul 1929 s-a închiriat o clădire mai adecvată, iar între anii 1949–1951 s-a construit prima școală proprie, cu clasele I–VIII. În anul 2009 s-a ridicat o școală nouă, modernă, care a constituit centrul unui complex educațional dotat cu teren de sport, băi moderne, sală de activități interșcolare și un centru comunitar numit „Clubul cu Lipici”, organizat de Fundația de Sprijin Comunitar (FSC), sub coordonarea doamnei Lenuța Iosub încă din anul 2007.
Tot în anul 2009, luna octombrie au început lucrările de construcție la noul sediu al Clubului cu Lipici, pe baza unei sponsorizări oferite de compania Petrom România, principalul susținător al proiectului. Construcția s-a realizat cu sprijinul voluntarilor locali, pe locul unei clădiri vechi, improprii desfășurării oricărei activități, care a fost demolată. Noul centru a fost proiectat ca o sală multifuncțională, cu o suprafață de 11 pe 13 metri, pe un singur nivel. FSC a dotat și utilat complet clădirea, a suportat cheltuielile de întreținere și salarizare, a amenajat o ludotecă, precum și un loc de joacă în jurul centrului.
Noua clădire a devenit un adevărat Centru Comunitar al satului, găzduind, pe lângă activitățile educaționale pentru copii, și Școala de Vară FSC, întâlnirile „Școlii Părinților” și alte evenimente importante pentru comunitate. De asemenea, s-a intenționat inițierea unor activități lucrative pentru femeile din localitate.
În prezent, școala funcționează cu clasele I–VIII și este dotată cu numeroase facilități moderne. Majoritatea elevilor aleg să își continue studiile liceale în municipiul Bacău. De asemenea, în sat funcționează între 5 și 8 magazine, care deservesc nevoile locuitorilor.
În cadrul școlii, au activat de-a lungul timpului cadre didactice dedicate, unele provenind chiar din comunitate. Profesori titulari și suplinitori au format generații întregi de elevi, punând accent pe educația de bază, disciplina și formarea caracterului. De-a lungul anilor, un număr semnificativ de absolvenți au reușit să promoveze examenele naționale și să urmeze licee sau școli profesionale din Bacău și împrejurimi. Aceste rezultate reflectă implicarea cadrelor didactice și dorința de afirmare a tinerilor din sat, în ciuda dificultăților socio-economice cu care s-au confruntat.
BISERICA
Biserica din sat, cu hramul „Sfinții Arhangheli Mihail și Gavriil”, a fost construită în anul 1913, inițial ca o capelă de lemn, acoperită cu draniță și nepictată. Ctitorii au fost credincioșii din satul Panu. În 1955, biserica veche, ridicată de săteni în frunte cu Vasai Neculai, a fost demolată și reconstruită în același an, sub conducerea preotului Cezar Negru. Catapeteasma originală, realizată de pictorul Ion Acatrinei din Homocea (jud. Vrancea), a fost păstrată. 
Biserica a fost construită în stil moldovenesc, cu temelie de piatră, pereți din paiantă placați cu scândură la exterior și tencuiți la interior. Acoperișul este din tablă, plafonul din scândură, iar forma este de cruce, cu două turle și o incintă împrejmuită de brazi.
După cutremurul din 4 martie 1977, biserica a fost grav avariată. Preotul Nicolae Barcan, împreună cu enoriașii, a renovat lăcașul cu sprijinul credincioșilor. Din cauza spațiului insuficient, biserica a fost extinsă cu 8 metri și a fost construită și o clopotniță. Lucrările s-au încheiat, iar biserica a fost resfințită la 22 octombrie 2001, de către un sobor de preoți în frunte cu Preasfințitul Eftimie Luca, episcopul Romanului.
În anul 2002 s-a construit casa praznicală, cu două camere, având o lungime de 8 m. 
Începând cu anul 2012 și până în prezent, la inițiativa părintelui paroh Marcu Bondalici, s-a desfășurat un amplu proces de renovare a bisericii din sat, cu sprijinul și contribuția credincioșilor. Lucrările au vizat atât consolidarea, cât și înfrumusețarea lăcașului de cult. Exteriorul bisericii a fost refăcut în întregime, fiind întărit cu beton armat, iar centura de susținere a fost consolidată. Fațada a fost placată cu polistiren izolator, ceea ce i-a conferit o imagine nouă – curată, luminoasă și îngrijită. De asemenea, tavanul interior a fost modernizat, oferind un aspect mai plăcut și funcțional spațiului liturgic. În viitor, se preconizează efectuarea unor lucrări și la acoperiș, în vederea protejării și conservării cât mai bune a bisericii.
PREOȚII CARE AU SLUJIT DE-A LUNGUL TIMPULUI:
	Pr. Coropceanu
Pr. Cezar Negru
	Pr. Filaret
	Pr. Tunaru Ion
Pr. Barcan Neculai
Din 1 noiembrie 2007, odată cu înființarea Parohiei Slobozia Nouă-Panu, a fost numit ca preot paroh părintele Marcu Bondalici.
Este de menționat că biserica nu deține obiecte de cult vechi, manuscrise, pomelnice sau alte inscripții vechi, întrucât până la 1 noiembrie 2007 a avut statut de filie.
CÂNTĂREȚI:
	Cretu Neculai
	Tiliban Vasile
	Rusu Maria
	Buhaianu Vasile
	Bacu Sorin
EPITROPI:
	Pricop Milica
	Bugan Mitică
	Amăriuței Ștefan
CIMITIRUL
Cimitirul are o suprafață de 0,5 ha și se află în curtea bisericii, fiind împrejmuit cu gard din scândură și plasă de sârmă. Vizavi de cimitir se află un teren de 0,4 ha (pășune), care aparține tot bisericii.
PAROHIA SLOBOZIA NOUĂ–PANU numără 160 de familii. În cadrul parohiei se desfășoară activități pastoral-misionare și catehetice.

De vizitat
Schitul „Sfânta Olga”
În anul 2009, în apropierea satului Slobozia Nouă–Panu, a fost înființat Schitul „Sfânta Împărăteasă Olga”, ca metoc al Mănăstirii „Buna Vestire” din Tisa–Silvestri. Deși aparține administrativ de comuna Izvoru Berheciului  schitul este considerat de localnici ca fiind legat de satul Slobozia Nouă, atât prin accesul rutier principal, cât și prin faptul că maica Modesta Bujor, întemeietoarea așezământului, este originară din acest sat.
Între anii 2011–2012, pe locul primului paraclis s-a construit o bisericuță din lemn, cu temelie de piatră, care a fost sfințită la 20 septembrie 2012. În anul 2014, schitul a fost recunoscut oficial ca unitate de sine stătătoare, cu hramurile „Sfânta Împărăteasă Olga” și „Sfântul Daniil Sihastrul”.
Așezământul este situat într-un cadru natural deosebit, pe o colină împădurită, accesibil din Slobozia Nouă printr-un drum forestier. În fiecare an, pe 11 iulie, are loc hramul schitului, când vin numeroși pelerini din județele Bacău, Neamț și  Vrancea și împrejurimi. În 2022, Sfânta Liturghie a fost oficiată de PS Damaschin Dorneanul, iar în anii anteriori de ÎPS Ioachim al Romanului și Bacăului.
În curtea schitului s-au mai ridicat anexe gospodărești și, în anul 2022, a fost sfințit un Altar de vară. Locul oferă posibilitatea de reculegere, rugăciune și apropiere de viața monahală, fiind unul dintre puținele schituri din zonă dedicate unei sfinte de origine slavă.